# Onorato Damen
Onorato Damen (Monte San Pietrangeli, 4. prosinca 1893. – Milano, 14. listopada 1979.), bio je talijanski komunist i revolucionar te jedan od vodećih predstavnika talijanske komunističke ljevice.

## Biografija
Onorato Damen rodio se krajem 1893. godine u gradiću Monte San Pietrangeli u talijanskoj regiji Marke. Već kao mladić pridružio se Talijanskoj socijalističkoj partiji (PSI), gdje je uskoro pristupio njenom revolucionarnom lijevom krilu te došao u sukob s reformistima predvođenim Filippom Turatijem. Nakon ulaska Italije u Prvi svjetski rat (1915.), Damen je mobiliziran u talijansku vojsku i poslan na front, gdje je postigao čin narednika. No do završetka oružanih sukoba ujesen 1918. godine ponovno je sveden na status običnog vojnika, a vojni ga je sud osudio na dvije godine zatvora zbog "ugrožavanja državnih institucija", tj. zbog pozivanja na dezertiranje i javnog prozivanja rata kao imperijalističkog. Oslobođen je 1919. godine i vratio se radu u PSI.
S dolaskom poslijeratnog revolucionarnog vala u Italiju tijekom tzv. crvenog dvogodišta (tal. Biennio Rosso) između 1919. i 1921. godine Damen razvija svoju revolucionarnu aktivnost te se sve jasnije približava stavovima ruskih boljševika, odnosno novonastale Komunističke internacionale. Tijekom crvenog dvogodišta aktivan je među sindikatima u Bologni i radničkim organizacijama u rodnoj regiji Marki, dok unutar Socijalističke partije dosljedno zastupa pozicije revolucionarne ljevice zajedno s Amadeom Bordigom, sve do konačnog rascjepa 1921. godine.
1977. godine potiče organiziranje prve u nizu međunarodnih konferencija komunističke ljevice, iz kojih će 1980-ih godina spajanjem talijanske Internacionalističke komunističke partije i britanske Komunističke radničke organizacije nastati Međunarodni biro za revolucionarnu partiju, odnosno preteča današnje Internacionalističke komunističke tendencije (ICT). Međutim, sam Damen neće doživjeti kraj ovog procesa ujedinjenja, preminuvši u Milanu, 14. listopada 1979.